# Alexander Home (10e comte de Home)
Alexander Ramey-Home, 10e comte de Home (11 novembre 1769-21 octobre 1841), appelé Lord Dunglass de 1781 à 1786, est un homme politique et noble britannique. Il est pair représentant de l'Écosse entre 1807 et 1841. Il est colonel de la milice du Berwickshire et premier Lord Lieutenant du Berwickshire entre 1794 et 1841 . 

## Biographie
Il est le fils du révérend Alexander Home (9e comte de Home) et de sa troisième épouse, Abigail Brown Ramey. Il succède aux titres et domaines de son père le 8 octobre 1786. On lui a donné le nom d'Alexander Home à la naissance, mais le 1er mars 1814, il devient Alexander Ramey-Home . 
Il épouse Elizabeth Scott, fille de Henry Scott, 3e duc de Buccleuch et Lady Elizabeth Montagu, fille de George Montagu (1er duc de Montagu), le 6 novembre 1798. Le couple a trois fils: 
- Cospatrick Douglas-Home (11e comte de Home) (27 octobre 1799 - 4 juillet 1881)
- William Montagu Ramey-Home (22 novembre 1800 - 22 juillet 1822)
- Henry Campbell Home (né en 1801, décédé enfant)

## Labrador Retrievers
Dans les années 1830, Lord Home, avec ses neveux le 5e duc de Buccleuch et John Douglas Scott , sont parmi les premiers à importer des chiens de Terre-Neuve, ou Labrador Retrievers comme ils sont devenus plus tard connus, pour être utilisés comme chiens de chasse. Ses chiens sont considérés comme les ancêtres des Labradors modernes . 